# Adrien Alin
Adrien Alin (ur. 9 grudnia 1905 roku, zm. 30 czerwca 1948 roku w Neuilly-sur-Seine) – francuski kierowca wyścigowy.

## Kariera
W swojej karierze wyścigowej de Alin poświęcił się startom w wyścigach Grand Prix oraz w wyścigach samochodów sportowych. W latach 1933-1934, 1937-1939 Francuz pojawiał się w stawce 24-godzinnego wyścigu Le Mans. W pierwszym sezonie startów uplasował się na czwartej pozycji w klasie 1.1, a w klasyfikacji generalnej był jedenasty. Rok później, ponownie w klasie 1.1, został sklasyfikowany na trzynastym miejscu. Dało to ekipie Alin Frères 21. miejsce w klasyfikacji generalnej. Po dwóch latach przerwy, w 1937 roku, wystartował w klasie 750. Wyścigu nie ukończył, jednak w klasyfikacji swojej klasy został sklasyfikowany na drugim miejscu. Na kolejny sezon powrócił do samochodu klasy 1.1 prowadzonego przez ekipą Gordini. W swojej klasie uplasował się na siódmej pozycji, a w klasyfikacji generalnej był 22. Rok później odniósł zwycięstwo w klasie 750 (19. miejsce w klasyfikacji generalnej).